# Брюстър
Брюстър (на английски: Brewster) е град в окръг Оканоган, щата Вашингтон, САЩ. Брюстър е с население от 2189 жители (2000) и обща площ от 3,1 km². Намира се на 248 m надморска височина. ЗИП кодът му е 98812, а телефонният му код е 509.